# Gibbula varia
Gibbula varia is een slakkensoort uit de familie Trochidae. De wetenschappelijke naam van de soort werd gepubliceerd in 1758 door Carl Linnaeus in de tiende editie van Systema naturae als Trochus varius.